# 朱伥
朱伥（46年—2世纪），字孙卿，九江郡寿春县（今安徽省寿县）人，东汉司徒。
朱伥在年轻的时候拜大儒丁鸿为师，学习《欧阳尚书》。汉安帝废黜太子刘保，太中大夫朱伥等十余人一同到鸿都门谏诤，说太子没有过失。汉顺帝永建元年（126年），继李郃为司徒。汉顺帝刘保把拥立他的宦官贬谪。司徒府属官周举对朱伥说，孙程等人为拥立功臣，皇帝一时动怒而惩罚他们，万一孙程等人死于半路，顺帝便留下杀功臣之恶名。朱伥上书顺帝劝谏阻止。永建二年（127年）七月初九，朱伥和太尉朱宠，都因为日食被免官，当时朱伥约八十岁。。